# Le ragioni del cuore (film 1989)
Le ragioni del cuore (Wait Until Spring, Bandini) è un film del 1989 scritto e diretto da Dominique Deruddere, basato sul romanzo Aspetta primavera, Bandini di John Fante. Il film è stato distribuito in Italia anche con il titolo ...Aspetta primavera Bandini.

## Trama
Nel 1928 Svevo Bandini, abruzzese emigrato in Colorado, si ritrova con moglie e tre figli a cui badare. Sul posto, un suo caro amico gli trova lavoro come muratore. Il suo primo incarico è riparare un muro nell'abitazione di una donna ricchissima, che vive sola, di cui l'uomo si innamora.

## Produzione

### Riprese
Il film è stato girato negli Stati Uniti, nello Utah a Orem, precisamente nei Sunrise Studios.

## Colonna sonora
Le musiche del film sono di Angelo Badalamenti, ma il tema portante è la canzone Sant'America, composta da Paolo Conte con testo in napoletano ed interpretata da Savino Schiavo.

## Distribuzione

### Data di uscita
- Belgio: 2 novembre 1989 (a Gent)
- Italia: 6 dicembre 1989
- Francia: 20 dicembre 1989
- Paesi Bassi: 19 gennaio 1990
- USA: Febbraio 1990 (Miami International Film Festival)
- USA: 29 giugno 1990 (a Seattle)
- Svezia: 2 agosto 1991

## Riconoscimenti
- Nastro d'argento 1990: Nomination Migliore attrice protagonista a Ornella Muti
- Joseph Plateau Awards 1990: Miglior film belga, Miglior regista belga a Dominique Deruddere, Miglior film benelux